# Copitarsia xylenoides
Copitarsia xylenoides är en fjärilsart som beskrevs av Köhler. Copitarsia xylenoides ingår i släktet Copitarsia och familjen nattflyn. Inga underarter finns listade i Catalogue of Life.